# ジェームズ・パンコウ
ジェームズ・パンコウ（James Carter "Jimmy" Pankow、1947年8月20日 - ）は、ブラス・ロック・バンドであるシカゴの創立メンバーで、トロンボーン奏者、ソングライター、ブラスアレンジャーである。

## 略歴
パンコウは、中西部ミズーリ州セントルイスに生まれた。。8歳の時に家族と共にイリノイ州パークリッジに転居し、小学校でブラス・ロックのトロンボーンを演奏し、ノートルダム高校では聖十字架教会の神父から音楽を学んだ。初年度を終えた夏季休暇に、彼は故郷に戻り、バンドを結成し、ローカルライブを行うようになった。
デ・ポール大学でパンコウはウォルター・パラゼイダーと出会い、パラゼイダーに誘われてシカゴ・トランジット・オーソリティに加入することになった。他のメンバーには、ロバート・ラム、テリー・キャス、ピーター・セテラらがいた。
パンコウの作曲作品には「ぼくらに微笑みを」「カラー・マイ・ワールド」「愛の絆」「君とふたりで」「遥かなる愛の夜明け」「追憶の日々」（オールド・デイズ）などがある（共作を含む）。